# Colchester (district)
Pour les articles homonymes, voir Colchester (homonymie).
Colchester est un district non métropolitain de l'Essex, en Angleterre.
Il porte le nom de sa principale ville, Colchester. Créé le 1er avril 1974, il est issu de la fusion du borough de Colchester avec les districts urbains de West Mersea et Wivenhoe, ainsi que le district rural de Lexden and Winstree.

## Source
- (en) Cet article est partiellement ou en totalité issu de l’article de Wikipédia en anglais intitulé « Borough of Colchester » (voir la liste des auteurs).